# San Francisco 49ers 1971
La stagione 1971 dei San Francisco 49ers è stata la 22ª della franchigia nella National Football League. Per il second anno consecutivo la squadra si qualificò per la finale della NFC, venendo ancora eliminata dai Dallas Cowboys. Fu la prima stagione a Candlestick Park, che sarebbe stata la casa dei 49ers sino al 2013.

## Partite

### Stagione regolare
| Turno | Data       | Avversario             | Risultato | Pubblico |
| ----- | ---------- | ---------------------- | --------- | -------- |
| 1     | 19/9/1971  | at Atlanta Falcons     | S 20–17   | 56,990   |
| 2     | 26/9/1971  | at New Orleans Saints  | V 38–20   | 81,595   |
| 3     | 3/10/1971  | at Philadelphia Eagles | S 31–3    | 65,358   |
| 4     | 10/10/1971 | Los Angeles Rams       | V 20–13   | 44,000   |
| 5     | 17/10/1971 | Chicago Bears          | V 13–0    | 44,000   |
| 6     | 24/10/1971 | at St. Louis Cardinals | V 26–14   | 50,419   |
| 7     | 31/10/1971 | New England Patriots   | V 27–10   | 45,092   |
| 8     | 7/11/1971  | at Minnesota Vikings   | V 13–9    | 49,784   |
| 9     | 14/11/1971 | New Orleans Saints     | S 26–20   | 45,138   |
| 10    | 21/11/1971 | at Los Angeles Rams    | S 17–6    | 80,050   |
| 11    | 28/11/1971 | at New York Jets       | V 24–21   | 63,936   |
| 12    | 6/12/1971  | Kansas City Chiefs     | S 26–17   | 45,306   |
| 13    | 12/12/1971 | Atlanta Falcons        | V 24–3    | 44,582   |
| 14    | 19/12/1971 | Detroit Lions          | V 31–27   | 45,580   |

### Playoff
| Turno            | Data       | Avversario              | Risultato |
| ---------------- | ---------- | ----------------------- | --------- |
| Divisional       | 26/12/1971 | vs. Washington Redskins | V 24-20   |
| NFC Championship | 2/1/1972   | at Dallas Cowboys       | S 3-14    |